# 渥美育郎
渥美 育郎（あつみ いくろう、明治14年（1881年）2月7日 - 昭和38年（1963年）3月26日）は日本の実業家。
兵庫県士族渥美遂の長男。孫・直紀の妻・美恵子は中曽根康弘元首相の二女。

## 経歴
神戸市に生まれた。
東京高等商業学校（現一橋大学）卒業。大阪商船取締役、海外興業社長、国際汽船・北日本汽船・海南産業・ペルー綿花・南米土地・横浜共立倉庫・大阪建物各取締役・如水会理事等を歴任。墓所は青山霊園。

## 家族・親族
- 妻・けい（京都府、坂根善蔵の二女）
- 長女・寿子
- 長男・健夫（官僚、実業家）

同妻・伊都子（元鹿島会長鹿島守之助の長女）
同長男・直紀
- 二男・謙二
- 三男・昭夫

同妻・桂子（元東京急行電鉄社長篠原三千郎の三女、小説家田畑麦彦の妹）

## 系譜
- 渥美家

```
　　　　　　　　　　　　　　　　　　　　　　　　　
　　　　　　　　　　　　　　　中曽根康弘　　
　　　　　　　　　　　　　　　　　　┃　　　
　　　　　　　　　　　　　　　　　　┣━━━┳美智子
　　　　　　　　　　　　　　　　　　┃　　　┃
　　　　　　　　　小林儀一郎━━━蔦子　　　┃　　
　　　　　　　　　　　　　　　　　　　　　　┗美恵子　
　　　　　　　　　　　　　　　　　┏渥美昭夫　　┃
　　　　　　　　　　　　　　　　　┃　　　　　　┃
　　　　　　　　　　渥美育郎━━━╋渥美謙二　　┃
　　　　　　　　　　　　　　　　　┃　　　　　　┃
　　　　　　　　　　　　　　　　　┗渥美健夫　　┃
　　　　　　　　　　　　　　　　　　　┃　　┏渥美直紀
　　　　　　　　　　　　　　　　　　　┣━━┫
　　　　　　　　　　　　　　　　　　　┃　　┗渥美雅也
　　　　　　　　　　　　　　　　　┏伊都子
　　　　　　　　　　　　　　　　　┃
　　　　　　　　　　鹿島守之助　　┃石川六郎
　　　　　　　　　　　　　┃　　　┃　┃
　　　　　　　　　　　　　┃　　　┣よし子
　　　　鹿島精一　　　　　┣━━━┫
　　　　　　┃　　　　　　┃　　　┃平泉渉
　　　　　　┃　　　　　　┃　　　┃　┃
　　　　　　┣━━━━━卯女　　　┣三枝子
　　　　　　┃　　　　　　　　　　┃
　　　　　　┃　　　　　　　　　　┃
鹿島岩蔵━━いと　　　　　　　　　┗鹿島昭一
　　　　　　　　　　　　　　　　　　　┃
　　　　　　　　　　　　　　　　　　　┃
　　　　　　　　　　梁瀬次郎━━━━┳公子
　　　　　　　　　　　　　　　　　　┃
　　　　　　　　　　　　　　　　　　┗弘子
　　　　　　　　　　　　　　　　　　　┃
　　　　　　　　　　　　　　　　　　　┃
　　　　　　　　　　稲山嘉寛━━━━稲山孝英

```

## 人物
- 宗教は神道。趣味は文学、スポーツ、旅行。

## 関連
- 士族
- 大阪商船